# رمه کوه
رمه کوه، روستایی از توابع بخش مرکزی شهرستان تفت در استان یزد در ایران است.

## جمعیت
این روستا در دهستان نصرآباد قرار دارد و براساس سرشماری مرکز آمار ایران در سال ۱۳۸۵، جمعیت آن ۷۲ نفر (۲۲خانوار) بوده است.